# 潟上市立羽城中学校
潟上市立羽城中学校（かたがみしりつうじょうちゅうがっこう）は、秋田県潟上市にある公立中学校。

## 概要
1950年10月から2005年3月の潟上市発足までは、全国でも4校しかない複数の自治体による組合立の公立中学校であった。校歌の作曲者は「海ゆかば」を作曲した信時潔である。現校舎が竣工された頃は、当時では珍しかった視聴覚ホールを備え、銅板屋根の武道館など東北一の校舎と評された。

## 所在地
- 潟上市昭和大久保字元木田145番地

## 沿革
- 1950年（昭和25年）
  - 3月 - 昭和町立昭和中学校として創立。
  - 10月 - 昭和町から豊川村、飯田川町が分離したことに伴い、昭和町、飯田川町、豊川村組合立昭和中学校に改称。
- 1952年（昭和27年）9月 - 昭和町、飯田川町、豊川村組合立羽城中学校に改称。
- 1956年（昭和31年）10月 - 昭和町と豊川村の合併により、昭和町飯田川町組合立羽城中学校に改称。
- 2005年（平成17年）3月 - 潟上市発足に伴い、潟上市立羽城中学校に改称。
- 2010年（平成22年）11月 - 統合60周年記念式典が挙行される。

## 部活動

### 運動部
- 野球部
  - 1989年
    - 全県少年野球（全県総体）準優勝
    - 東北少年野球（東北総体）第3位

  - 2000年
    - 全県少年野球（全県総体）初優勝
    - 東北少年野球（東北総体）準優勝
    - 全国少年野球（全国総体）初出場

  - 2005年 - 全県少年野球（全県総体）2回目の優勝
  - 2007年
    - 全県少年野球（全県総体）準優勝
    - 東北少年野球（東北総体）初優勝
    - 全国少年野球（全国総体）2回目の出場

  - 2008年 - 全県少年野球（全県総体）3回目の優勝
  - 2011年
    - 全県少年野球（全県総体）4回目の優勝
    - 東北少年野球（東北総体）2回目の優勝
    - 全国少年野球（全国総体）3回目の出場
    - 全県秋季少年野球 準優勝

  - 2018年
    - 全県少年野球（全県総体）5回目の優勝
    - 東北少年野球（東北総体）5回目の出場2023年（五城目第一中学校と連合チーム）
    - 全県少年野球（全県総体）準優勝
    - 東北少年野球（東北総体）6回目の出場
- 陸上部
  - 1989年
    - 男子、棒高跳び、全県総体優勝、準優勝
    - 男子、棒高跳び、東北総体優勝。

  - 1990年 - 男子、棒高跳び、全県総体優勝。
  - 1991年 - 男子、3000m、全県総体優勝。
  - 1992年 - 男子、棒高跳び、全県総体準優勝。
  - 2008年 - 男子、共通200m、全県総体優勝。
  - 2009年 - 女子、共通走り幅跳び、全県総体優勝。
  - 2010年 - 女子、1年1500m、全県総体優勝。
  - 2011年 - 女子、共通800m、全県総体優勝。
  - 2024年 - 男子、3年100ｍ、全県準優勝、東北、全国大会出場。
- バスケットボール部
  - 1955年 - 男子、全県総体準優勝。
  - 1958年 - 女子、全県総体準優勝。
  - 1994年 - 男子、全県総体初優勝、東北総体初優勝、全国総体ベスト8。
  - 1995年 - 男子、全県総体2連覇、東北総体2連覇、全国総体ベスト16（菊地勇樹、高橋憲一を擁する）。
  - 1998年 - 男子、全県総体準優勝、東北総体準優勝、全国総体ベスト8。
  - 2008年 - 女子、全県新人総体準優勝、全県春季総体初優勝。
  - 2013年 - 女子、全県春季総体準優勝。
  - 2014年 - 男子、全県秋季総体第3位。
  - 2015年 - 男子、全県春季総体優勝。
- サッカー部
- バレーボール部
  - 1961年 - 男子、全県総体準優勝。
- 卓球部
  - 1994年 - 男子団体、全県総体第3位、東北総体初出場。
- 柔道部
  - 1984年 - 男子団体、全県総体初優勝。
  - 1984年 - 男子団体、東北総体第3位、全国総体ベスト16、優秀チーム賞受賞。
  - 1991年 - 女子個人重量級、全県総体優勝。
  - 1992年 - 女子個人重量級、全県総体2連覇。
  - 1994年 - 男子個人軽量級、全県総体優勝。
  - 2003年 - 男子個人重量級、全県総体優勝。
- 剣道部
  - 1987年
    - 男子団体、全県選抜剣道大会準優勝。
    - 男子個人、全県総体優勝。

  - 1988年
    - 男子団体、全県選抜剣道大会初優勝。
    - 男子個人、全県総体優勝（兄弟での2連覇）。

  - 1994年 - 男子個人、全県総体準優勝。
  - 2013年 - 女子団体、全県秋季総体準優勝。
  - 2014年 - 男子団体、全県総体第3位、東北総体出場。
  - 2017年 - 男子団体、秋田県中学校剣道大会 Aブロック優勝 Bブロック準優勝。
  - 2017年 - 男子団体、全県総体準優勝。
- 水泳部
  - 2014年 - 男子1500m自由形、全県総体優勝。
  - 2015年
    - 男子1500m自由形、全県総体優勝、2連覇達成。
    - 男子400m自由形、全県総体優勝。

### 文化部
- 吹奏楽部
- 科学部

### かつてあった部活動
- 相撲部
  - 1964年 - 全県総体初優勝。
  - 1965年 - 全県総体2連覇。
  - 1966年 - 全県総体3連覇。

## 進学前小学校
- 潟上市立大豊小学校
- 潟上市立飯田川小学校

## 主な卒業生
- 中村征夫（写真家）
- 森田貢、伊藤進、根次男（マイ・ペースメンバー）
- 高橋憲一（バスケットボール選手）
- 菊地勇樹（バスケットボール選手）
- 安田聖愛（モデル・女優）
- 渡部純平（モデル・俳優）
- 開隆山勘之亟（大相撲力士）
- 大橋直松（大相撲力士）
- 菅原弥三郎（レスリング・モントリオール五輪銅メダル）
- 桜庭和志（総合格闘家）
- 阿部雅龍（冒険家）
- 伊藤卓（サッカー選手）